# David Clapham
 David Clapham  va ser un pilot de curses automobilístiques i periodista sud-africà que va arribar a disputar curses de Fórmula 1. Va néixer el 17 de maig del 1931 a Rawmarsh, Yorkshire, Anglaterra i va morir el 22 d'octubre del 2005.
Clapham també va escriure articles i columnes en la premsa esportiva sud-africana del motor, tant durant com després de la seva carrera esportiva, i més tard es va mantenir en l'esport en diverses capacitats administratives.

## A la F1
David Clapham va debutar a la primera cursa de la temporada 1965 (la setzena temporada de la història) del campionat del món de la Fórmula 1, disputant l'1 de gener de l'any 1965 el GP de Sud-àfrica al circuit de East London (Prince George).
Va participar en una única prova puntuable pel campionat de la F1, no aconseguint classificar-se per disputar la cursa i no assolint cap punt pel campionat del món de pilots.

## Resultats a la Fórmula 1
| Any  | Equip               | Xassís     | Motor               | 1       | 2   | 3   | 4   | 5   | 6   | 7   | 8   | 9   | 10  | Posició | Punts |
| ---- | ------------------- | ---------- | ------------------- | ------- | --- | --- | --- | --- | --- | --- | --- | --- | --- | ------- | ----- |
| 1965 | Lawson Organisation | Cooper T51 | Maserati Straight-4 | SUD NVQ | MON | BEL | FRA | GBR | HOL | ALE | ITA | USA | MEX | -       | 0     |

### Resum
| Curses: | Victòries: | Pòdiums: | Poles: | Voltes ràpides: | Punts: |
| ------- | ---------- | -------- | ------ | --------------- | ------ |
| 1       | 0          | 0        | 0      | 0               | 0      |